# Anton Urspruch

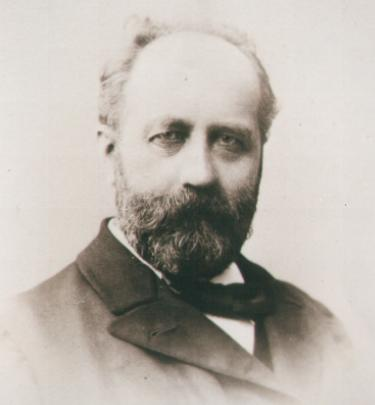
Anton Urspruch

Anton Urspruch, född 17 februari 1850 i Frankfurt am Main, död där 11 januari 1907, var en tysk tonsättare. 
Urspruch var elev till Ignaz Lachner, Joachim Raff och Franz Liszt. Han var pianolärare i Frankfurt am Main, först vid Joseph Hochs, därefter (1887) vid Raffs musikkonservatorium. Han skrev pianostycken och andra instrumentalsaker, körverk samt två operor, Der Sturm (1888) och den i Wolfgang Amadeus Mozarts stil hållna Das Unmöglichste von allem (1897).